# Alex Atala
Milad Alexandre Mack Atala (* 9. Dezember 1968 in São Paulo) ist ein brasilianischer Koch.

## Biographie
Seine erste Karriere begann in seiner Heimatstadt als DJ. Damit erreichte er in Brasilien eine gewisse Bekanntheit. Nach dem Abschluss seiner Schule ging er 1989 nach Europa und jobbte einige Jahre in Italien, Frankreich und Belgien. Dort ging ihm das Geld aus und er musste als Maler und Anstreicher arbeiten. Um eine Aufenthaltsgenehmigung zu erhalten, besuchte er die Hotelfachschule in Namur.
Als 1994 sein Sohn Pedro geboren wurde, kehrte er nach São Paulo zurück und machte sich in der Branche bald einen Namen. Er erhielt die Auszeichnung Entdeckung des Jahres der brasilianischen Restaurantvereinigung Abredi. 1999 eröffnete Atala seine beiden eigenen Restaurants: das Namesa, eine Art Schnellrestaurant und sein Restaurant D.O.M.  Atala kombiniert europäische Küchentechniken mit Zutaten aus dem Amazonas und dem Regenwald, zum Beispiel wilde Früchte, Manjok-Wurzel oder Waldameisen, die nach Zitronengras schmecken. Das Restaurant wurde bald zu einem der besten Restaurants der Welt gewählt und von Spitzenköchen wie René Redzepi vom Restaurant Noma geschätzt.
Im Jahr 2006 wurde das D.O.M in der Rangliste „The World’s 50 Best Restaurants“ vom „Restaurant Magazine“ zu einem der besten 50 Restaurants der Welt gewählt. Von ursprünglich Platz 50 kletterte es bis 2012 auf Platz 4, 2013 stand es in dieser Liste auf Platz 6.
Unweit vom D.O.M eröffnete Atala in 2009 zusätzlich das Bistro "Dalva e Dito".
Im Jahr 2012 gründete er sein Institut namens ATÁ, mit dem lokale Kleinunternehmen gefördert und u. a. die Nahrungsmittel des Amazonas dokumentiert und dessen kulinarisches Erbe bewahrt werden soll. Im April 2013 wurde Alex Atala vom "Time"-Magazin in dessen "Liste der 100 einflussreichsten Menschen der Welt" aufgenommen und findet sich dort in der Rubrik Künstler gleich neben Stars wie Steven Spielberg und Christina Aguilera.

## Werke
- Por uma Gastronomia Brasileira – Alex Atala – 2003 – ISBN 8586518352
- "DOM – Die neue brasilianische Küche",  Kochbuch von Alex Atala in deutscher Fassung, Oktober 2013, ISBN 3944297075

## Auszeichnungen
2013 erhielt Alex Atala den Eckart-Witzigmann-Preis kreative Verantwortung und Genuss.